# Mariana Carballal
Mariana Fernández Pérez, conocida como Mariana Carballal (Albarellos, Monterrey, Orense, 1962), es una actriz y directora española.

## Biografía
Tiene una amplia formación como intérprete, directora y pedagoga. Es Licenciada por la Real Escuela Superior de Arte Dramático (RESAD) (1983), Postgrado en estudios teatrales por la Universidad de La Coruña (2002). Posee el Diploma de Estudios Avanzados (DEA) en Expresión corporal, Teatro y Sociedad por la Universidad de La Coruña (2006) y el de Dirección de Actores por la Universidad de San Antonio de Los Baños (Cuba) (2007).
En los inicios de su carrera como intérprete se dedicó intensamente al teatro trabajando con el Teatro de Cámara de Madrid, el Teatro Yeses (Teatro de la Cárcel de Elena Cánovas) y con el Centro Dramático Gallego, bajo la dirección de Ángel Gutiérrez, Rafael Magano, Mariano Banyoles, Elena Cánovas, Xosé Martíns, Eduardo Alonso o Manuel Areoso, entre otros. Esta dedicación decrece paulatinamente a medida que aumenta su actividad cinematográfica, televisiva y docente.
Ha trabajado como intérprete en multitud de series de televisión y películas, alcanzando un gran popularidad con el personaje Maribel del Show dos Tonechos. Destacó como directora de casting y primera directora de la serie Libro de familia, que conserva el récord de permanencia en la TVG. Directora también para la TVG la sit-com de su creación Escoba!. A partir de esta digio 50+IVA para tv de Ecuador.
No menos importante ha sido y es su labor docente. En estos momentos es profesora de Dirección Escénica en la Universidad de Vigo y de Interpretación e Interpretación para Cámara en la Escuela Superior de Arte Dramático de Galicia (ESADG).
En la actualidad implementa el proyecto Orballo: A outra Ollada. Audiovisual con perspectiva de género en IES de la Provincia de Orense, después de su presentación en los Festivales de Cans y OUFF
En 2004 recibió el premio Galicia en Feminino otorgado por la Junta de Galicia.En 2016 el Xociviga de Honra. 
Pertenece a la Junta directiva de CyM, es socia de CIMA y CREA Asociación de Profesionais da dirección e da realización en Galicia.

## Filmografía

### Películas
- Cuando vuelvas a mi lado (1999), de Gracia Querejeta.
- Última Estación (Cortometraje) (1999) de Paul Cadórniga
- Sei quen es (1999) de Patricia Ferreira.
- Condenado a vivir (2001), de Roberto Bodegas.
- Trece badaladas (2002), de Xavier Villaverde.
- O lapis do carpinteiro (2003), de Antón Reixa.
- El regalo de Silvia (2003), de Dionisio Pérez.
- Hotel Danubio (2003), de Antonio Giménez-Rico.
- León y Olvido (2003), de Xavier Bermúdez.
- O ano da carracha (2004), de Jorge Coira.
- Romasanta (2003), de Paco Plaza.
- La Atlántida (2005), de Belén Macías (Dirección de casting).
- Chapapote...o No (2006), de Ferrán Llagostera.
- Adeus Edrada? (Cortometraje) (2007), de Rubén Riós.
- A Mariñeira de Quilmas (Actriz y directora de casting) (2007), de Antón Dobao.
- Caracolas (Cortometraje) (2008), de Miguel Caruncho.
- Relatos (2008), de Mario Iglesias.
- El patio de mi cárcel (2008), de Belén Macías.
- Eduardo Barreiros, o Henry Ford galego (2010), de Simón Casal.
- La piel que habito (2011), de Pedro Almodóvar.
- Sinbad (actriz y directora de casting) (2011), de Antón Dobao.
- Curta n.º 3 (Cortometraje) (2011), de Xoán Escudero.
- Carolina Herschel (Cortometraje. Dirección y Producción)
- A historia de Rafael un satélite e a nai que o pariu (2013) de Also Sisters
- Galicia Portobello Road (Cortometraje) (2014) de Adriana Páramo
- 22 Angeles'' Largo (2016) De Miguel Barden
- La Felicidad de los perros (2016) De David Hernández
- Elisa y Marcela(2018) de Isabel Coxet

### Televisión
- Salsa Verde (TVG)
- Luar (TVG)
- Un mundo de historias (TVG)
- Galicia Express (TVG)
- Nada es para siempre (Antena 3)
- Mareas Vivas (TVG)
- Manos a la obra (Antena 3). (34 episodios).
- Terras de Miranda (TVG)
- Policías, en el corazón de la calle (Antena 3)
- Pequeno Hotel (TVG)
- Fíos (TVG)
- Hospital Central (Telecinco)
- Pratos combinados (TVG)
- O show dos Tonechos (TVG)
- Libro de Familia (TVG) (Dirección de casting y Dirección de los 50 primeros capítulos)
- O Gran Cambio (TVG)
- Matalobos (TVG)
- Escoba! (TVG) (Idea original, argumentos, edición y dirección. 80 capítulos).
- Secretos (Ecuavisa). Ecuador
- Serramoura (Serie de TVG)
- Casa Manola  (Serie de TVG)
- Fariña (Serie Televisión de Antena 3- Netflix)
- Vivir sin permiso  (Serie de TV para T5)
- El Caso Asunta( serie para Netflix)

## Premios
Premio GALICIA EN FEMENINO 2004
Premio Mácara de Teatro 2004
Premio Xociviga de Honra 2016
Premio vigueses distinguidos#Galardonados con el título de Vigués Distinguido|Viguesa distinguida]] en 2023.
Premio 8-M - Referente Audiovisual Ourensán- Premio Diputación de Ourense 2023
Premio OUFF 2023 ( Festival Internacional de Ourense) por la trayectoria
Premio Mulleres no FOCO de la Diputación de Pontevedra 2023